# 新天地街駅
新天地街駅（しんてんちがいえき）は、中華人民共和国浙江省杭州市拱墅区新天地街と長浜路の交差点に位置する杭州地下鉄3号線と4号線の駅。

## 歴史
- 2018年9月14日：着工[1]。
- 2022年2月21日：開業[2]。

## 駅構造
3號線呉山前村・石馬方面行と4號線浦沿方面行ホームが地下2階、3號線星橋方面行と4號線池華街方面行ホームが地下3階にある。いずれも島式ホーム形状のため、逆方向の乗り換えは同一ホームで可能となっている。

### のりば
案内上ののりば番号は設定されていない。
| 路線          | 方向 | 行先                                   |
| ------------- | ---- | -------------------------------------- |
| 地下2階ホーム |      |                                        |
| ■ 3号線       | 下り | 武林広場・火車西站・呉山前村・石馬方面 |
| ■ 4号線       | 下り | 火車東站・浦沿方面                     |
| 地下3階ホーム |      |                                        |
| ■ 3号線       | 上り | 星橋方面                               |
| ■ 4号線       | 上り | 池華街方面                             |

（出典：杭州地下鉄：站内空间示意图）

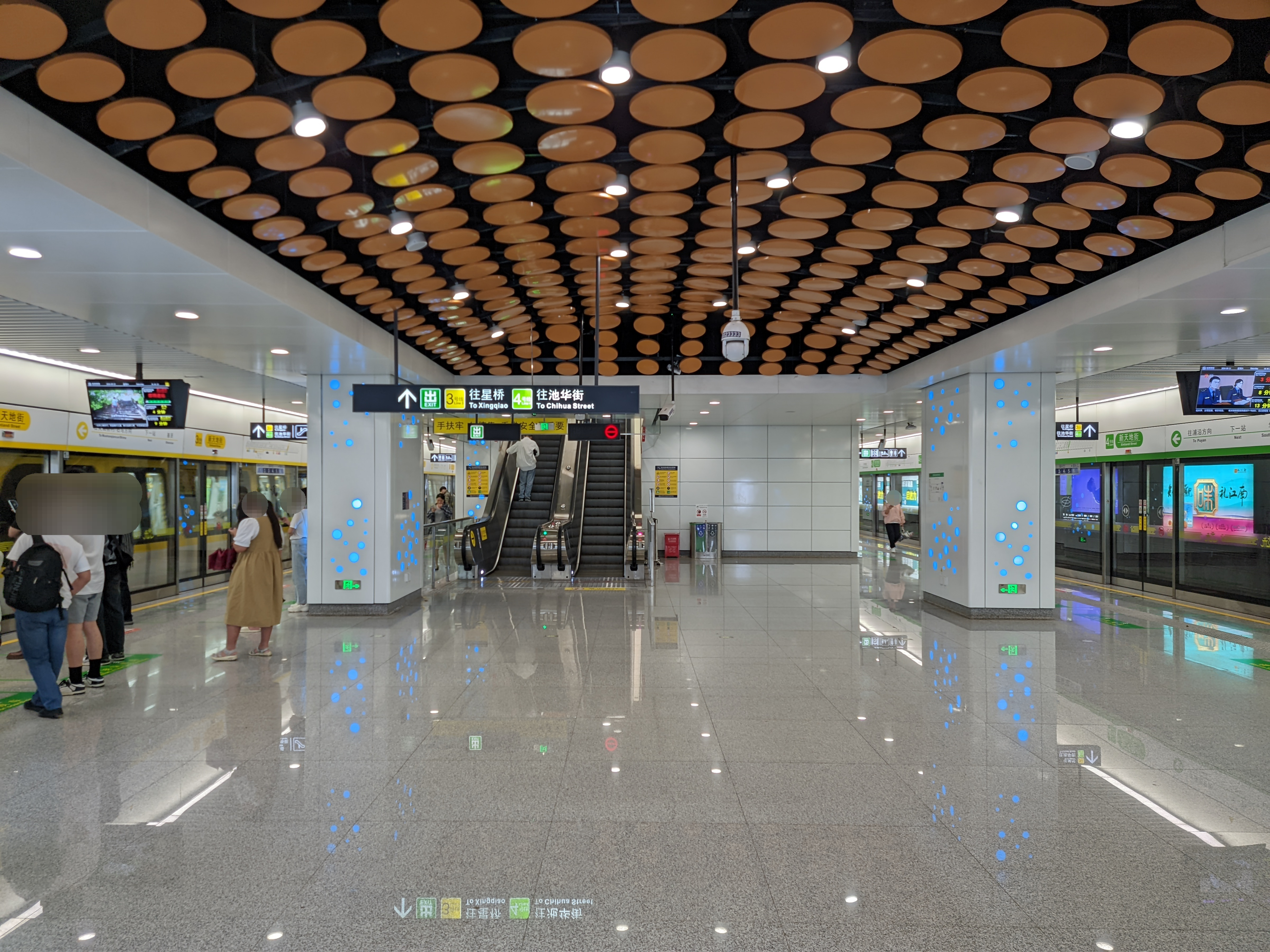
地下2階ホーム
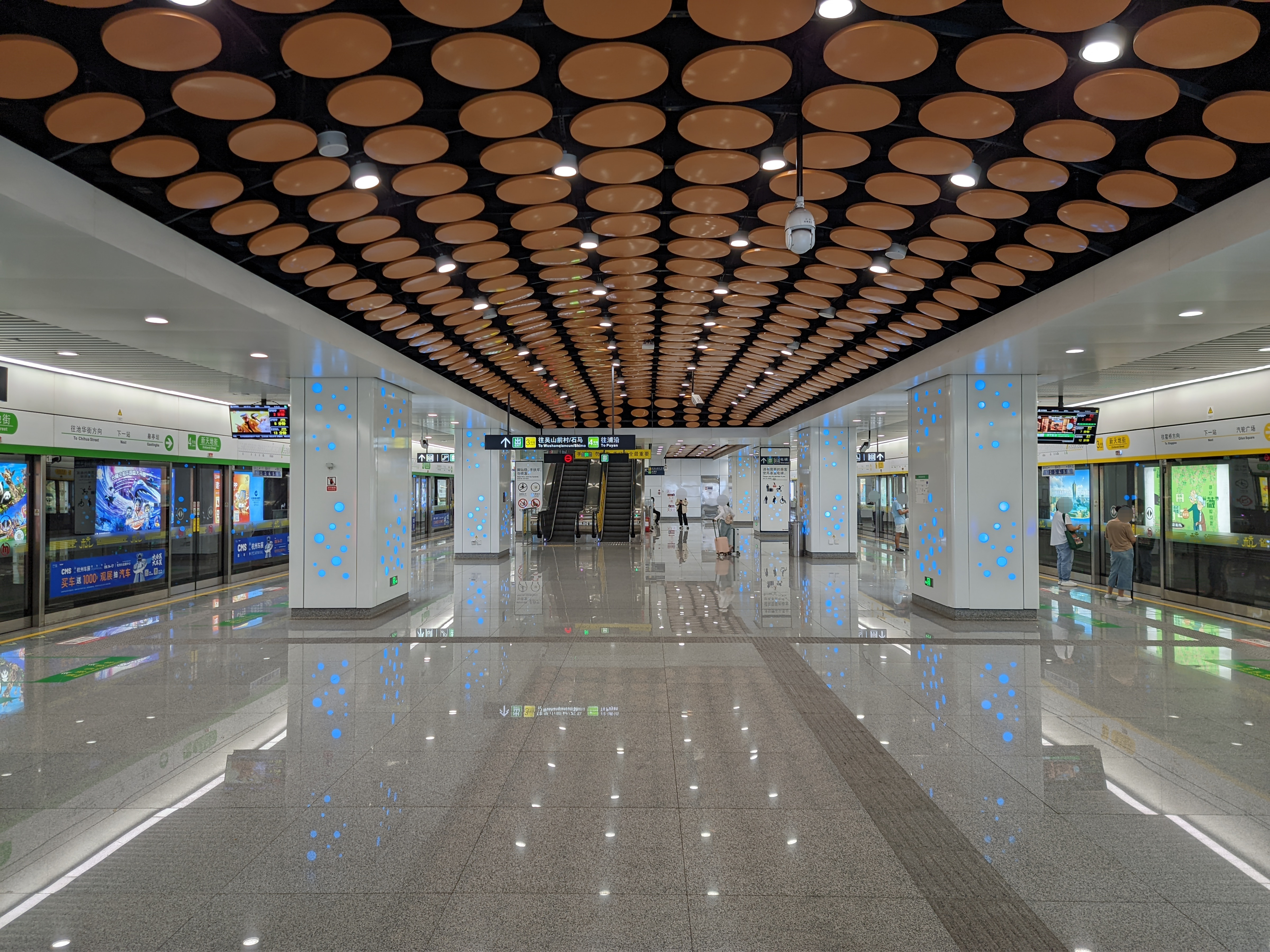
地下3階ホーム
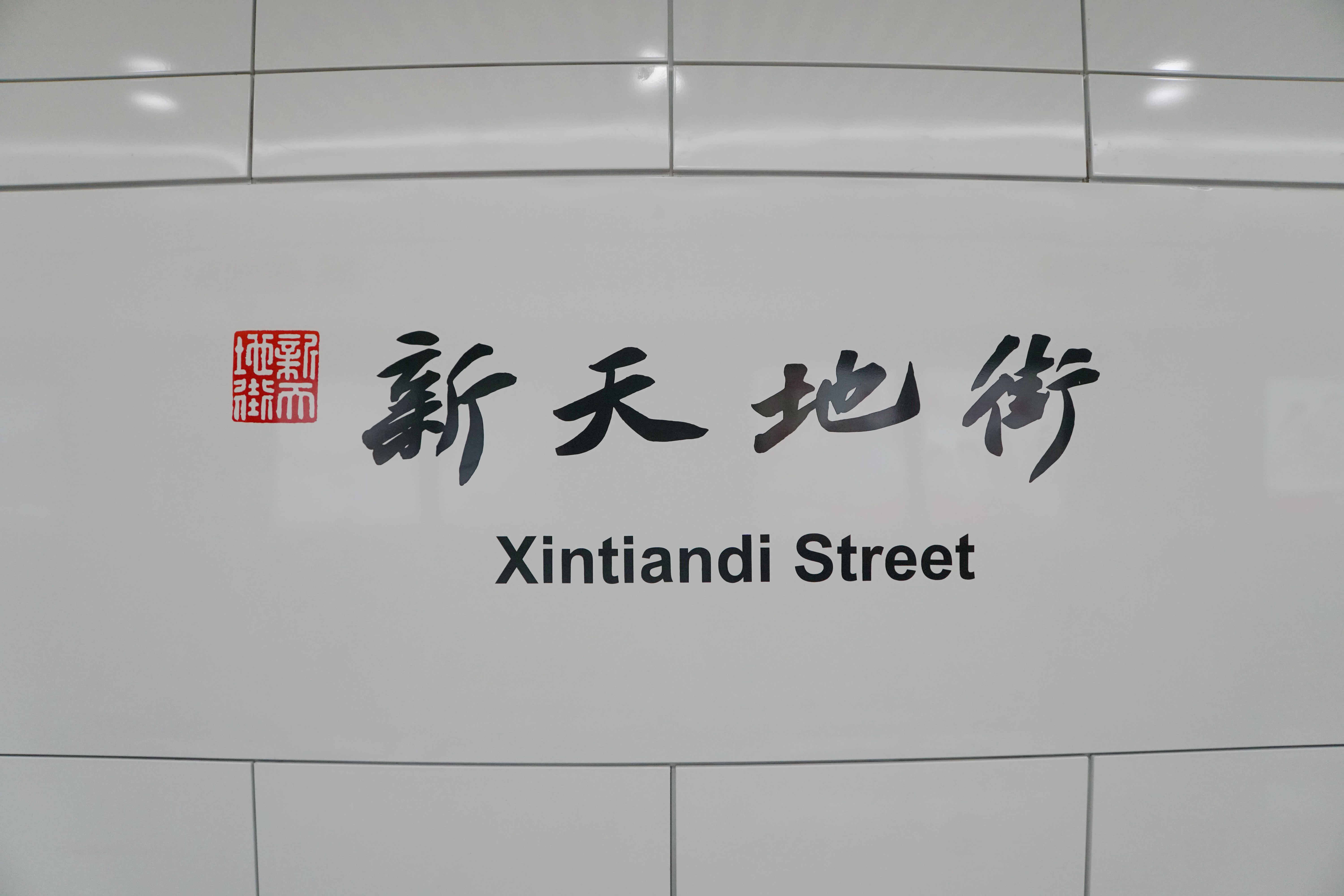
書道風の駅名表示
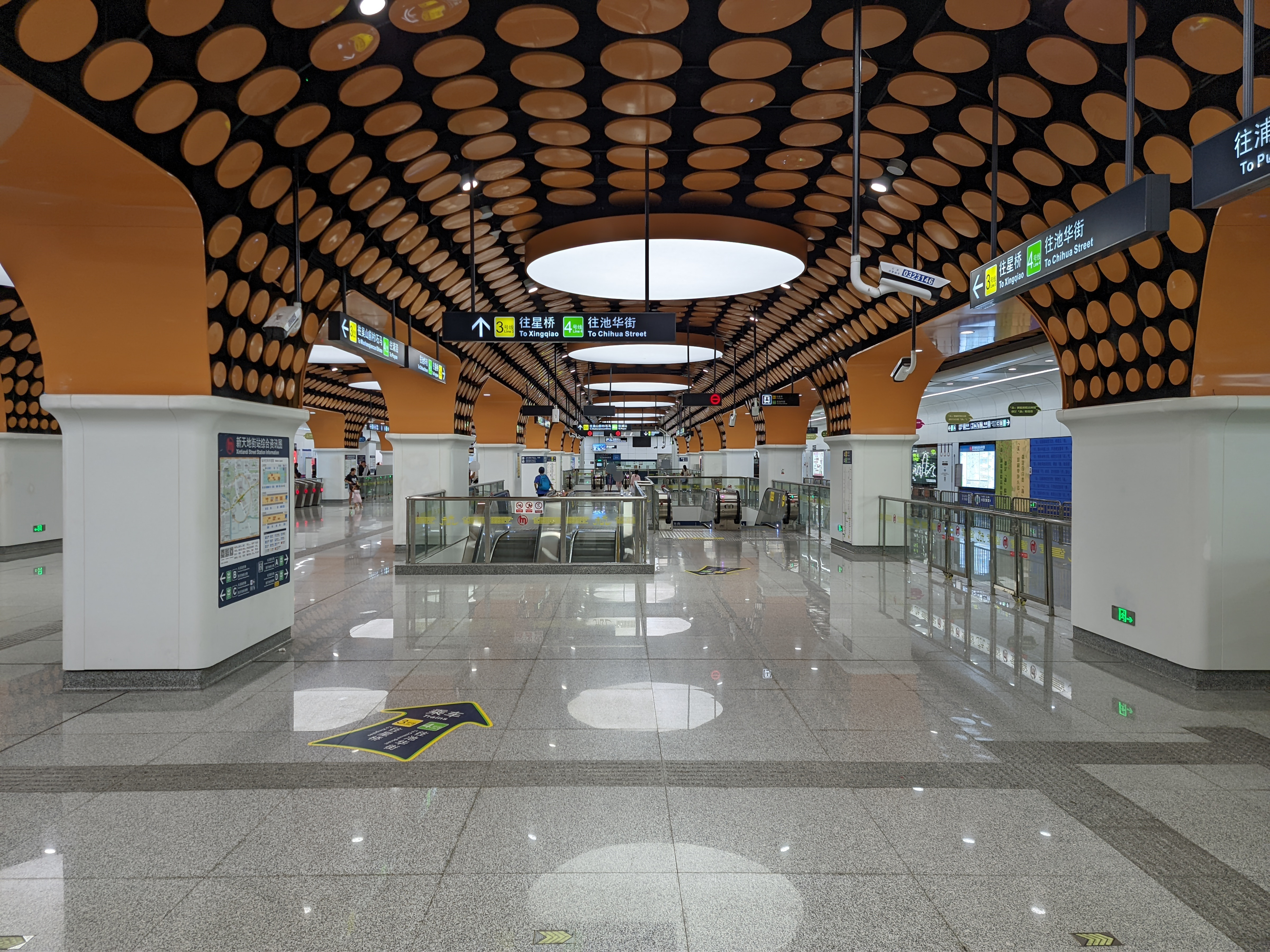
コンコース

## 駅周辺
- 杭州新天地
  - 新天地購物中心
  - 時光公園
  - 漢鼎国際ビル
  - 星光文化広場
  - 新天地太陽劇場
- 万家星城
- 安吉路教育集団新天地実験学校
- 西冷・武林美術館

## 隣の駅
杭州地下鉄
■ 3号線
善賢駅 - 新天地街駅 - 汽輪広場駅
■ 4号線
華中南路駅 - 新天地街駅 - 皋亭壩駅